# Pidlisne, Dubrovîțea
Pidlisne (în ucraineană Підлісне) este un sat în comuna Berejnîțea din raionul Dubrovîțea, regiunea Rivne, Ucraina.

## Demografie
Componența lingvistică a localității Pidlisne
     Ucraineană (99,4%)
     Alte limbi (0,6%)
Conform recensământului din 2001, majoritatea populației localității Pidlisne era vorbitoare de ucraineană (99,4%), existând în minoritate și vorbitori de alte limbi.